# Brilliant Blue
Brilliant Blue (ブリリアント☆BLUE Buririanto Blue?) es una serie de manga japonesa escrita e ilustrada por Saemi Yorita. Está licenciada en Norteamérica por Digital Manga Publishing, que publicó el primer volumen del manga a través de su sello DokiDoki el 6 de mayo de 2009.El segundo volumen salió a la venta el 19 de agosto de 2009. Yorita considera a Nanami un personaje «uke estúpido».

## Recepción
Michelle Smith, escribiendo para PopCultureShock, considera que el primer volumen es «absolutamente encantador», y valora que Shouzo no abuse del «desequilibrio de poder» en su relación con el «infantil» Nanami, y que anime a Nanami a hacerse más adulto sin dejar de respetar su talento.Leroy Douresseaux, en Comic Book Bin, opina que Brilliant Blue es un «drama convincente» y «también un interesante romance laboral», porque Shouzo y Nanami conectan por cuestiones laborales.
Sin embargo, Michelle Smith encontró insatisfactoria la inexplicable escalada de la relación por parte de Shouzo. Smith también encuentra su impaciencia por convertir la relación en una relación sexual «desagradable» y fuera de lugar, dada la paciencia de Shouzo en el primer volumen. En un epílogo seis meses después, la pareja sale, pero Smith cree que al final se pasaron por alto los prejuicios contra ellos.Por su parte, Leroy Douressaux opina que la historia se volvió «incómoda» cuando Shouzo y Nanami comenzaron su relación romántica, pero que cuando el autor se alejó de la pareja para mostrar más de su entorno, la narración mejoró. Douressaux encontró refrescante la sensación de «pueblo pequeño» de Brilliant Blue, ya que, en su opinión, la historia trata «tanto de los compromisos y amistades de un pueblo pequeño como del romance».